# Birgit Jensen
Birgit Jensen (* 1957 in Würzburg) ist eine zeitgenössische deutsche Künstlerin. Sie lebt und arbeitet in Düsseldorf. Für ihre Malerei verwendet sie vor allem das Siebdruck-Verfahren. Ihre Bildsprache bewegt sich zwischen Abbild und Abstraktion.

## Ausbildung und Werdegang
Birgit Jensen studierte an der Hochschule der Künste Berlin von 1976 bis 1982 bei Wolfgang Petrick. Nach ihrer Ernennung zur Meisterschülerin 1982 erhielt sie ein Stipendium des DAAD für einen einjährigen Aufenthalt in Italien. Die Mailänder Galerie Bruna Soletti zeigte zwischen 1982 und 1985 ihre in dieser Zeit entstandenen Arbeiten. Seit 1985 lebt und arbeitet Jensen in Düsseldorf, unterbrochen von einem anderthalbjährigen Aufenthalt in London, wo sie in einem Space Studio in Deborah House arbeitete (1989–1990). 1992 wurde Birgit Jensen mit dem Förderpreis für Bildende Kunst der Stadt Düsseldorf ausgezeichnet. Im Jahr 2000 erhielt sie ein Arbeitsstipendium vom Kunstfonds e.V., Bonn. Außer ihrer Tätigkeit im Bereich Malerei realisiert sie mehrere Kunst-am-Bau-Projekte, wie zum Beispiel 2014 Synästhetischer Raumkörper im Innenhof des Fraunhofer-Institut für Sichere Informationstechnologie, Darmstadt, in dem die beiden künstlerischen Medien Bildende Kunst und Musik (Komposition: Wilhelm Geveler) miteinander kombiniert sind. Eine weitere Arbeit befindet sich im Plenarsaal der Berlin-Brandenburgischen Akademie der Wissenschaften am Gendarmenmarkt in Berlin (seit 2002). Neben ihrer bildnerischen Arbeit ist Birgit Jensen als Initiatorin von Künstlerprojekten kuratorisch tätig. Von 2003 bis 2012 organisierte sie zusammen mit Markus Ambach die monatliche Veranstaltungsreihe WG/3ZI/K/BAR im Jacobihaus des Künstlervereins Malkasten in Düsseldorf. Ihre verschiedenen Arbeitsbereiche flossen 2017 in ihr Projekt FLUGBLÄTTER / FLYING LETTERS. Hierzu befragte Jensen mehr als 130 weltweit agierende Bildende Künstler, „wie sie sich in einer Welt mit ihren aktuellen rasanten Veränderungen in den globalen gesellschaftlichen Abläufen, mit ihren Spannungen und Konflikten als Künstler verorten.“ Die Antworten von rund 150 Kollegen und Kolleginnen wurden seitdem in verschiedenen Ländern präsentiert und 2019 in einem Buch dokumentiert.
Seit 2018 wird Birgit Jensen vertreten durch die Hosfelt Gallery in San Francisco, USA. Jensen arbeitete u. a. mit den Galerien Bruna Soletti Arte Contemporanea in Mailand, Italien, Studio Cavalieri in Bologna, Italien, Sfeir-Semler in Kiel, Michael Cosar in Düsseldorf, Lehr Zeitgenössische Kunst in Köln und Berlin. Birgit Jensen ist Mitglied im Deutschen Künstlerbund (von 2008 bis 2012 auch Vorstandsmitglied). Birgit Jensen ist verheiratet mit dem Künstler und Mitbegründer der Shigeko Kubota Video Art Foundation (NYC) Jochen Saueracker.
2025 erhielt Birgit Jensen den Kunstpreis der Künstler der Großen Kunstausstellung NRW in Düsseldorf.

## Werk
Birgit Jensens Malerei basiert auf der bildnerischen Analyse der heutigen digital geprägten Rezeptionsgewohnheiten. Diesen begegnet sie mit den formalen Mitteln der traditionellen künstlerischen Drucktechniken. In ihren Bildern fungiert der stufenlose Übergang zwischen Abbildhaftigkeit und Abstraktion sowohl als malerisches Abstraktionselement als auch als „Link“ in die Welt der massenhaft reproduzierten Bilder. Durch das Überlagern verschiedener Druckrasterformen, -winkelungen und -frequenzen werden gewollte Muster erzeugt und in monochrome oder vielfarbig schimmernde Kompositionen übertragen (Moiré-Bilder, 1996–1999). Die Auseinandersetzung mit architektonischen Strukturen führt ab 1998 zur Beschäftigung mit Stadtansichten (1998–2009). Als Ausgangsmaterial dienen die Lichter nächtlicher Megastädte wie zum Beispiel Los Angeles. Die Reduktion der Lichtpunkte auf geometrische Formkonstellationen, die an Pixel erinnern, greift die vertikalen und horizontalen Konstruktionslinien der Architektur auf. Gleichzeitig verweist die formale Abstraktion des städtischen Clusters auf die Wahrnehmbarkeit des Urbanen, in der weniger das einzelne Gebäude oder die Stadt selbst Gegenstand ist, sondern vielmehr Fragen der Wahrnehmung, der Betrachtersituierung, der Kongruenz oder Divergenz von Strukturen oder Texturen. Allgemein bekannte Ansichten von touristischen Orten werden ab 2009 in eigens entwickelte Texturen und Raster überführt und reflektieren unser durch die Medien geprägtes Realitätsbewusstsein (2009–2012). Ausgangsmaterial der Serie der Sternenbilder (2013–2015) sind Weltraum-Fotografien. Virtuelle Sternkonstellationen und Störfelder werden durch analoge Aktionen erzeugt. Die Bildmotive oszillieren zwischen wissenschaftlichem Erkenntnismodell und informeller Geste. In ihren Landschaftsbildern seit 2015 untersucht Birgit Jensen die Bedeutung von Ideal und Transzendenz. In Anlehnung an den Japanischen Holzschnitt des 19. Jahrhunderts entstehen abstrakte Farbräume. In der Kombination mit zum Teil gerasterten und mit Siebdruck auf die Leinwand übertragenen Landschaftselementen thematisieren sie die Verschiebung weg vom Natürlichen und Physischen hin zum Gemachten und Virtuellen. Birgit Jensen hinterfragt die einer kontinuierlichen Veränderung unterliegenden Paradigmen der Wahrnehmung. Zur aktuellen Serie MONDE: Der Mond – als oft große, einfarbige, runde Scheibe – und seine Reflexion ist ein sich wiederholender Bezugspunkt. Was auf den ersten Blick aussieht wie eine idyllische Naturansicht, ist gleichzeitig das Resultat konstruierter Bildräume und malerischer Manipulation. Diese spiegelt das menschliche Eingreifen in die Natur ebenso wider wie die Inszenierung des Erhabenen. Die deutliche Sichtbarkeit der Rasterungen, die allein der Bildlogik gehorchenden Farbigkeiten und die Montage von – vereinfachten, abstrahierten – Elementen unterschiedlicher Herkunft erzeugen zusammen suggestive, aber künstliche Atmosphären. Sie wecken in den Betrachtenden Erinnerungen – an äußere oder innere, an natürliche oder digitale Welten.

## Lehrtätigkeit
Von 1994 bis 1996 lehrte Birgit Jensen an der Kunstakademie Düsseldorf in der Klasse für die Integration von Bildender Kunst und Architektur von Christian Megert. 2004 bis 2005 betreute sie im Rahmen einer Vertretungsprofessur die Klasse für Malerei an der Muthesius Kunsthochschule in Kiel. Ab 2007 folgte ein Forschungsprojekt zum Thema „Digitale Medien in Verbindung mit klassischen Drucktechniken“ an der Staatlichen Akademie der Bildenden Künste Stuttgart. Seit 2006 hat sie einen Lehrauftrag an der Hochschule Düsseldorf im Fachbereich Kommunikationsdesign inne. 2015 betreute sie zusammen mit Silke Leverkühne ein Projekt namens Painted Dreams and Abstract Greens an der Universität zu Köln.

## Einzelausstellungen (Auswahl)
- 2023: Waiting for the bus, KunstBüdchen, Ratingen-Lintorf
- 2022: Enacting Arcadia, Hosfelt Gallery, San Francisco, US
- 2021: The rainbow will appear at six o´clock in the evening, KASTEN/Kunstraum Aldenhoff, Düsseldorf
- 2020: MONDE, Kunstverein Leverkusen Schloss Morsbroich e.V.[25][26]
- 2019: having been cheated out of some marvellous experience, Atelier Schloss Jägerhof, Düsseldorf (mit Edmée Laurin).[27]
- 2018: What a Perfect Combination, Hosfelt Gallery, San Francisco, US.
- 2017: Time Lag, Raum e.V., Düsseldorf.
- 2017: Andy Warhol und ich, Galerie Lehr Zeitgenössische Kunst, Berlin.
- 2016: De eindeloosheid van het universum. De mogelijkheden van het alfabet, Pictura,[28] Dordrecht (mit Hannes Norberg), Niederlande.
- 2015: Ausstrahlung - Stichprobe Steinzeit, Bild und Ton. Birgit Jensen und Jörg Steinmann, Museum Ratingen, Ratingen.[29]
- 2015: Light Light, Galerie Lehr Zeitgenössische Kunst, Berlin.
- 2015: Gravity, Maxhaus, Düsseldorf (mit Piot Brehmer).[30]
- 2014: Rearrangement, Galerie Lehr Zeitgenössische Kunst, Köln.
- 2013: Die Dinge, die ich sehe, sehen mich ebensowohl wie ich sie sehe, Kunstverein Villa Wessel, Iserlohn.[31]
- 2012: Slow Motion Insect Vision, Galerie Lehr Zeitgenössische Kunst, Köln.
- 2012: Birgit Jensen, Kunstverein Linz am Rhein.[32]
- 2011: Rites de Passage, Kunstverein Duisburg.[33][34]
- 2011: Scenic, St. Petri, Lübeck (mit Kai Rheineck)[35][36]
- 2010: Paramountains, Galerie Lehr Zeitgenössische Kunst, Köln.
- 2009: Birgit Jensen, Bruna Soletti Arte Contemporanea, Mailand, Italien.
- 2007: dot-communities, Kunstmuseum Mülheim an der Ruhr in der Alten Post, Mülheim an der Ruhr.[37]
- 2003: Affittasi, Kunstraum Wilfried von Gunten, Thun, Schweiz.
- 2002: Birgit Jensen, Overbeck-Gesellschaft, Lübeck.
- 1998: Abstract, Galerie Sfeir-Semler, Kiel (mit Pia Fries und René Goffin)
- 1997: Birgit Jensen, Galerie Michael Cosar, Düsseldorf. (auch 2000, 2002, 2006)
- 1997: Pia Fries / Birgit Jensen, Kunstverein Arnsberg,[38] Arnsberg.
- 1988: Birgit Jensen, Galerie Sfeir-Semler, Kiel. (auch 1997, 1998)
- 1985: Birgit Jensen, Studio Cavalieri, Bologna, Italien.
- 1983: Birgit Jensen, Galleria Bruna Soletti, Mailand, Italien. (auch 1984)

## Gruppenausstellungen (Auswahl)
- 2024: Lückenfüller - Interventionen im Stadtmuseum, Stadtmuseum Düsseldorf
- 2023: REVIEW OSTSEE-BIENNALE, Kunsthalle Rostock
- 2022: Fahrt ins Blaue, Museum Ratingen
- 2022: Geschichten, Serigrafie-Museum Filderstadt
- 2022: Galactic Railroad, Japanisches Kulturinstitut, Köln und Emsdettener Kunstverein
- 2022: Vor den Bildern, NEUER KUNSTRAUM Düsseldorf
- 2021: Flugblätter/Flying Letters, Kunstverein Linz am Rhein
- 2019: HNO, Mischpoke e.V.,[39] Mönchengladbach.
- 2019: di-lago, Villa Nigra, Contemporary Art / AsiloBianco, Miasino, Italien.[40]
- 2019: Geierwally und der Berg in der zeitgenössischen Kunst, Kunstmuseum Solingen.[41]
- 2018: Labyrinth Konkret … mit Nebenwegen, Museum im Kulturspeicher, Würzburg.[42]
- 2017: Anderland, Kunstverein Duisburg.[43]
- 2017: Mirror Mirror, Hosfelt Gallery, San Francisco, USA.
- 2016: Haus der Kunst #1,[44] Cantieri Culturali alla Zisa, Palermo, Italien.
- 2016: Orbital Explorer, Spartnic / Kulturforum Alte Post, Neuss.
- 2014: One Million Traces, Kunstverein Duisburg.[45]
- 2010: Einfluss - 8 from Düsseldorf, part 1, Hosfelt Gallery, New York, US.
- 2010: Einfluss - 8 from Düsseldorf, part 2, Hosfelt Gallery, San Francisco, US.
- 2006: Landschafts-Paraphrase, Museum Baden, Solingen.
- 2005: Heimspiel, Museum im Kulturspeicher, Würzburg.
- 2005: Landschafts-Paraphrase, Galerie Münsterland,,[46] Emsdetten.
- 2005: Lichtkunst aus Kunstlicht, Zentrum für Kunst und Medien,[47] Karlsruhe
- 2004: Landschafts-Paraphrasen, Städtische Galerie Gladbeck[48]
- 2003: Torn between two lovers, Matthew Marks Gallery,[49] New York City, US.
- 2002: Interferenzen, Rethinkung: Space - Time - Architecture, Marstall, Berlin.
- 1999: FarbLicht, Städtische Galerie Würzburg / Kunstmuseum Heidenheim.[50]
- 1997: Bildräume, Landeskulturzentrum Salzau
- 1996: Bekannt(-)Machung, 15. Ostsee-Biennale, Kunsthalle Rostock.[51][52]
- 1996: Nähe und Ferne, Städtische Kunsthalle, Sofia, Bulgarien.
- 1994: Das Bemalen der Palmblätter, Kunsthalle zu Kiel.
- 1985: Procedimenti Milano, Fondazione Sacco, Fossano, Italien.

## Kuratorische Projekte
FLUGBLÄTTER / FLYING LETTERS – ein Projekt von Birgit Jensen, seit 2017.
- Haus des Wandels / landkunstleben e.V.,[53] Heinersdorf, Brandenburg (co-kuratiert von Christine Hoffmann), 2019
- Clay Street Press Gallery,[54] Cincinnati (Ohio), US (co-kuratiert von Mark Patsfall), 2019[55]
- Künstlerhaus Schloss Plüschow,[56] Mecklenburg-Vorpommern (co-kuratiert von Udo Rathke und Miro Zahra in Zusammenarbeit mit Künstler Gut Loitz e.V.), 2019
- Cross Lane Projects,[57] Kendal, Cumbria, UK (co-kuratiert von Rebecca Scott and Mark Woods), 2019[58]
- Maebashi Bunka Keikaku LLC, Art and Culture Brig Warehouse, Maebashi-City, Japan (co-kuratiert von Kenzo Onoda in Zusammenarbeit mit Art & Culture, Maebashi), 2018
- Pictura, Dordrecht, NL (co-kuratiert von Teresiña Talarico), 2018
- Künstler Gut Loitz,[59] Mecklenburg-Vorpommern (co-kuratiert von Barbara Camilla Tucholski), 2017

WG/3ZI/K/BAR – Ein Haus für Künstler, Gäste, Freunde, 2003–2012.

Organisatorin und Kuratorin (mit Markus Ambach) der monatlichen Veranstaltungsreihe WG/3ZI/K/BAR im Jacobihaus des Künstlerverein Malkasten, Düsseldorf.
LADEN-GEDAN, 2007–2010.

Organisatorin und Kuratorin des Ausstellungsprojekts LADEN-GEDAN im Künstlerverein Malkasten, Düsseldorf (mit Joung-en Huh)

## Werke in öffentlichen Sammlungen
- Museum Ratingen
- Kunstmuseum Mülheim an der Ruhr
- Bonner Kunstverein
- Kunsthalle Rostock
- Kunstpalast Düsseldorf
- Abattoirs – FRAC Midi-Pyrénées, Toulouse
- Museum im Kulturspeicher, Würzburg
- Museum der Stadt Flensburg
- Shetland Arts Trust, UK
- Franklin Furnace, New York

## Kunst am Bau
- 2014: Fraunhofer-Institut für Sichere Informationstechnologie, Darmstadt (Leuchtkörper im zentralen Hof)[63]
- 2013: Peter O. Mahler Store,[64] Berlin (Wandbemalung)
- 2002: Berlin-Brandenburgische Akademie der Wissenschaften, Berlin (Digitaldruck auf Glaswand im Plenarsaal)
- 2002: Justizzentrum Neubrandenburg (Siebdruck-Installation im Foyer)
- 2001: Arbeitsamt Meschede (Glasmosaik im Foyer)[65]
- 2000: Fridtjof-Nansen-Schule,[66] Flensburg (Lichtinstallation an der Eingangsfassade)
- 1999: Aquarius-Wassermuseum,[67] Mülheim an der Ruhr (Der Fisch im Wasserturm)

## Bibliographie (Auswahl)
- ZYZZYVA. A San Francisco Journal of Arts & Letters. Vol. 128, 2024, Hrsg. Oscar Villalon
- Birgit Jensen: Waiting for the bus. Hrsg. Dr. Sabine Tünkers / KunstBüdchen, Ratingen-Lintorf, 2023. Autoren: Beatriz V. Toscano; Sabine Tünkers
- Birgit Jensen: Monde, Hrsg. Birgit Jensen, Düsseldorf, 2020. Autoren: Susanne Wedewer-Pampus (Kuratorin der gleichnamigen Ausstellung im Kunstverein Leverkusen) und Marcus Lütkemeyer. ISBN 978-3-00-064997-4.
- Birgit Jensen: Flugblätter, Birgit Jensen, Künstler Gut Loitz e.V. (Hrsg.) Mit Texten von Birgit Jensen, Thomas W. Rieger, Barbara C. Tucholski. 2019, ISBN 978-3-00-062047-8.
- Labyrinth Konkret … mit Nebenwegen, Katalog des Museum im Kulturspeicher Würzburg, 2018. Mit Texten von Marlene Lauter: Labyrinth Konkret … mit Nebenwegen. Claudia Lichte: Gedanken zur Bedeutung des Labyrinths in der Abendländischen Kunst. ISBN 978-3-928155-65-6.
- Ausstrahlung – Stichprobe Steinzeit, Bild und Ton. Birgit Jensen, Jörg Steinmann, Katalog Museum Ratingen, 2015. Mit einem Text von Alexandra König: Ausstrahlung - Stichprobe Steinzeit, Bild und Ton. ISBN 978-3-926538-34-5.
- Markus Ambach, Birgit Jensen: WG/3ZI/K/BAR, Künstlerverein Malkasten, Markus Ambach, Birgit Jensen (Hrsg.), 2013, ISBN 978-3-00-045900-9.[68]
- Schauplatz Stadt. In: Kat. Kunstmuseum Mülheim an der Ruhr in der Alten Post, 2013. Mit Texten von Beate Reese: Schauplatz Stadt: Eine Einführung. Anja Bauer: Birgit Jensen. ISBN 978-3-928135-56-6.
- Shape the Scape. Ausstellungskatalog. 2013, Hrsg. Galerie Gilla Lörcher; Lehr Zeitgenössische Kunst; Galerie Ulrich Mueller; Kit Schulte Contemporary Art; Widmer+Theodoridis contemporary, ISBN 978-3-033-03918-6
- Birgit Jensen, Monografie, 2012, ISBN 978-3-00-038989-4.
- Zwischenlandung. 2012, Hrsg. Jan Koala, Kerber Verlag, ISBN 978-3-8 6678-662-2
- Beate Reese: Zwischen Figuration und Abstraktion, in: Die Städtische Sammlung im Museum im Kulturspeicher Würzburg. Künstler, Themen und Geschichten. Spurbuchverlag, 2009, ISBN 978-3-88778-336-5.
- Birgit Jensen. dot-communities (Hrsg.): Kunstmuseum Mülheim an der Ruhr, Kerber Verlag, Bielefeld / Leipzig 2007. Mit Texten von Beate Ermacora: Wege zu dot-communities und Andreas Beitin: Irdische Milchstraßen und Stratigrafien der dritten und vierten Dimension. ISBN 978-3-86678-066-8.
- Landschafts-Paraphrasen, Städtische Galerie im Rathauspark Gladbeck / Galerie Münsterland, Emsdetten / Museum Baden, Solingen, Salon Verlag, Köln 2006. Mit Texten von Dirk Steimann: Landschafts-Paraphrasen – Rowena Dring, Sven Drühl, Eberhard Havekost, Birgit Jensen. Beate Ermacora: Landschaft als Surrogat. Gisela Elbracht-Iglhaut: Poesie der Megastadt. Marcus Lütkemeyer: No Frills. ISBN 3-89770-254-1.
- Birgit Jensen: Künstler für Künstler. In: Performance im medialen Wandel (Hrsg.): Petra Maria Meyer, Wilhelm Fink Verlag, München 2006, ISBN 3-7705-4315-7.
- Thomas W. Rieger: Welcome to Nonsite – Ein Angriff auf die Endgültigkeit des Sehens und ein Leitfaden zur Desorientierung. In: Katalog Heimspiel (Hrsg.): Museum im Kulturspeicher Würzburg, 2005, ISBN 3-928155-50-4.
- Christian Krausch: Der aufwändige Prozess des Rituals. In: Kunstforum International 164, 2/2003.
- Christian Krausch: BI und BII. In: Katalog der 56. Bergischen Kunstausstellung, Museum Baden, Solingen, 2002.
- Birgit Jensen, Katalog, Overbeck-Gesellschaft, Lübeck 2002. Mit einem Text von Thorsten Scheer: So oder anders. Ambivalenz und Kohärenz in den Bildern von Birgit Jensen.
- Birgit Jensen, Katalog, Kunstverein Region Heinsberg, Kunst & Co, Flensburg 2001. Mit Texten von Jens Peter Koerver: Terrain vague. Christian Krausch: Ansichtssachen.
- Birgit Jensen, Katalog, Galerie Michael Cosar, Düsseldorf 2000. Mit einem Text von Jens Peter Koerver: Bilder zur Enttäuschung des Sehens.
- FarbLicht, Katalog, Städtische Galerie Würzburg / Kunstmuseum Heidenheim, 1999, ISBN 3-89322-713-X. Mit einem Text von Beate Reese: Gefiltertes Licht und Leuchtkästen – Birgit Jensen und Anna Tretter.
- Sabine B. Vogel: Birgit Jensen Ostsee-Biennale. In: Katalog Bekannt(-)Machung Ostsee-Biennale. Kunsthalle Rostock, 1996, ISBN 3-929214-02-5.
- Peter Weibel, Gregor Jansen (Hrsg.): Lichtkunst aus Kunstlicht: Licht als Medium der Kunst im 20. und 21. Jahrhundert. In: Katalog ZKM – Museum für Neue Kunst Karlsruhe, Hatje Cantz Verlag, Ostfildern 2006, ISBN 3-7757-1774-9.
- Justus Jonas-Edel: Birgit Jensen. In: Katalog Nähe und Ferne. Städtische Kunsthalle, Sofia, 1996.
- Birgit Jensen. Auf der Suche nach Ordnung. Griffelkunst-Vereinigung, Hamburg 1994.
- Hans-Werner Schmidt: Das Bemalen der Palmblätter. In: Katalog Kunsthalle zu Kiel / Kunststiftung der Landesbank Schleswig-Holstein, 1994, ISBN 3-923701-68-3.